# مركب تام
المركب التام ما يصح السكوت عليه، أي لا يحتاج في الإفادة إلى لفظ آخر ينتظره السامع، مثل احتياج المحكوم عليه إلى المحكوم به، وبالعكس سواء، أفاد إفادة جديدة، كقولنا «السماء فوقنا».

ويسمى المركب التام، المحتمل للصدق والكذب، من حيث اشتماله على الحكم قضية، ومن حيث احتماله الصدق والكذب جزء، ومن حيث إفادة الحكم إخبارا، ومن حيث أنه جزء من الدليل مقدمة، ومن حيث يطلب من الدليل مطلوبا، ومن حيث يحصل من الدليل نتيجة، ومن حيث يقع في العلم ويسأل عنه مسألة، فالذات واحدة فاختلاف العبارات باختلاف الاعتبارات.